# HD170565
HD170565 — хімічно пекулярна зоря спектрального класу A3, що має видиму зоряну величину в смузі V приблизно  9,1.
Вона  розташована на відстані близько 1199,1 світлових років від Сонця.

## Пекулярний хімічний склад
Зоряна атмосфера HD170565 має підвищений вміст 
Cr
.